# Iniziative Industriali Italiani
A Iniziative Industriali Italiani ou 3I foi uma empresa italiana fabricante de peguenos aviões de treinamento.

## História
Fundada por um grupo de pilotos combatentes da Segunda Guerra Mundial em 1947 com o nome de Meteor S.p.A., foram os responsáveis pela reconstrução do aeroporto da cidade de Trieste, aeroporto este que havia sido destruído durante a guerra. Durante a reconstrução a empresa obtiveram acesso aos aviões da Força Aérea Americana com seus modelos Auster e Franchild, daí então com a aproximação da engenharia aeronáutica fizeram seus próprios aviões, epecializados para treino de pilotos. O primeiro modelo foi o MS-18 Falco com um simples assento, e mais tarde os modelos MS-21 Gabbiano com dois assentos, e o MS-30 Passero feito em parceria com as empresas Scheibe e Canguro.